# 사천왕
사천왕(四天王, 산스크리트어: चतुर्महाराज 차투르마하라자)은 육욕천의 첫번째 하늘인 사왕천을 관장하는 존재로, 제석천의 휘하에서 팔부신장(八部神將, 또는 팔부중(八部衆))들을 거느리고 불교에 귀의한 신자들을 수호하는 역할을 맡고 있다.

## 동방지국천왕(持國天王)
비파를 들고 있고, 사람들을 편안하게 해주는 신이다. 착한 사람에게는 복을, 악한 사람에게는 벌을 준다. 언제나 인간을 고루 보살펴주고, 인간이 사는 국토를 지켜주겠다(지국(持國))는 서원을 세웠다.

## 서방광목천왕(廣目天王)
용과 여의주를 들고 있다. 악한 사람에게 고통을 주어, 불법을 구하려는 마음을 일으키게 한다.

## 남방증장천왕(增長天王)
칼을 들고 있다. 자신의 위덕으로 만물을 소생시킨다.

## 북방다문천왕(多聞天王)
탑을 들고 있다. 어둠 속을 방황하는 중생을 구제해준다.

## 사진

### 대한민국 대구광역시팔공산동화사의 옹호문에 있는 사천왕

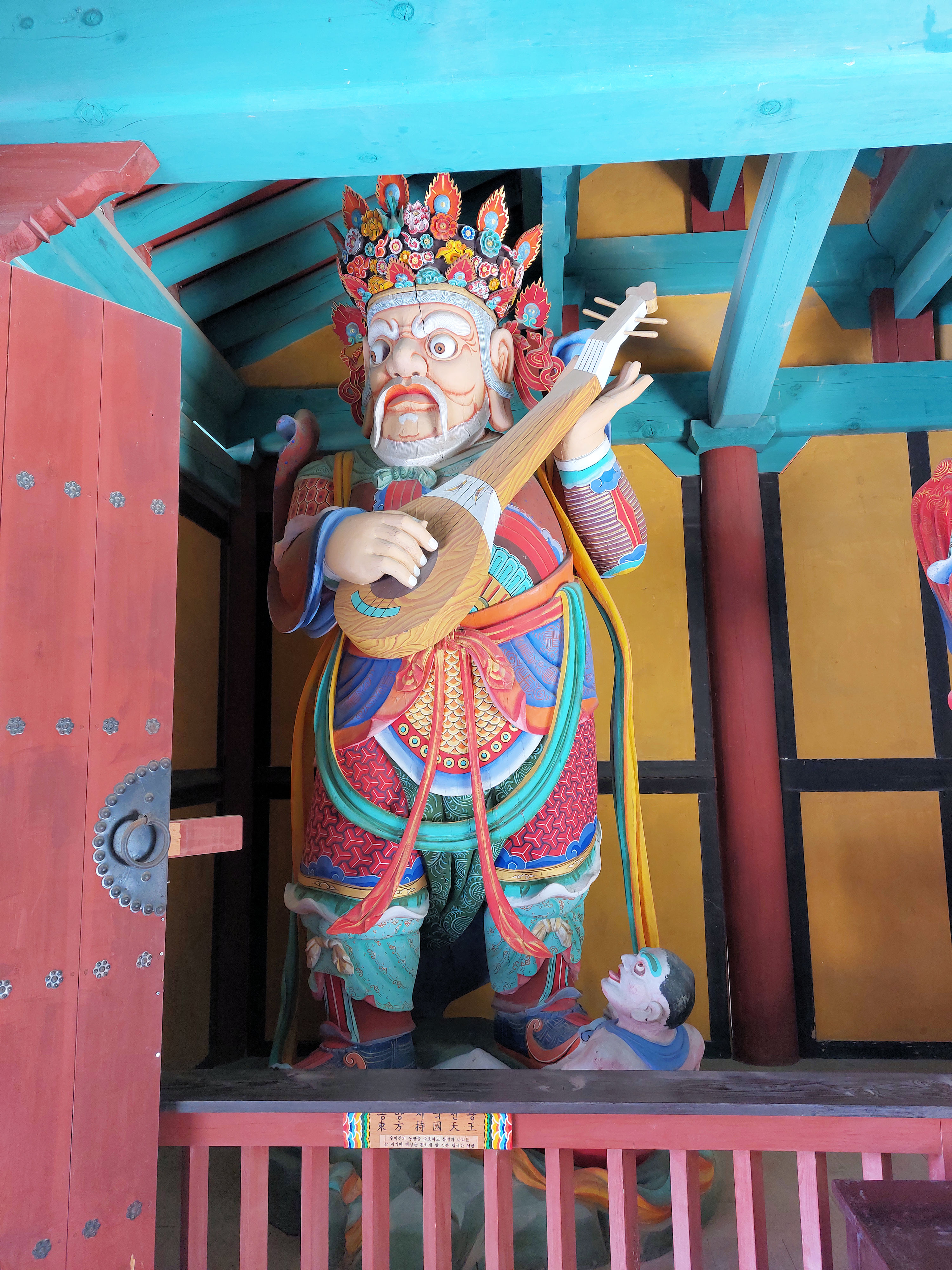
지국천왕
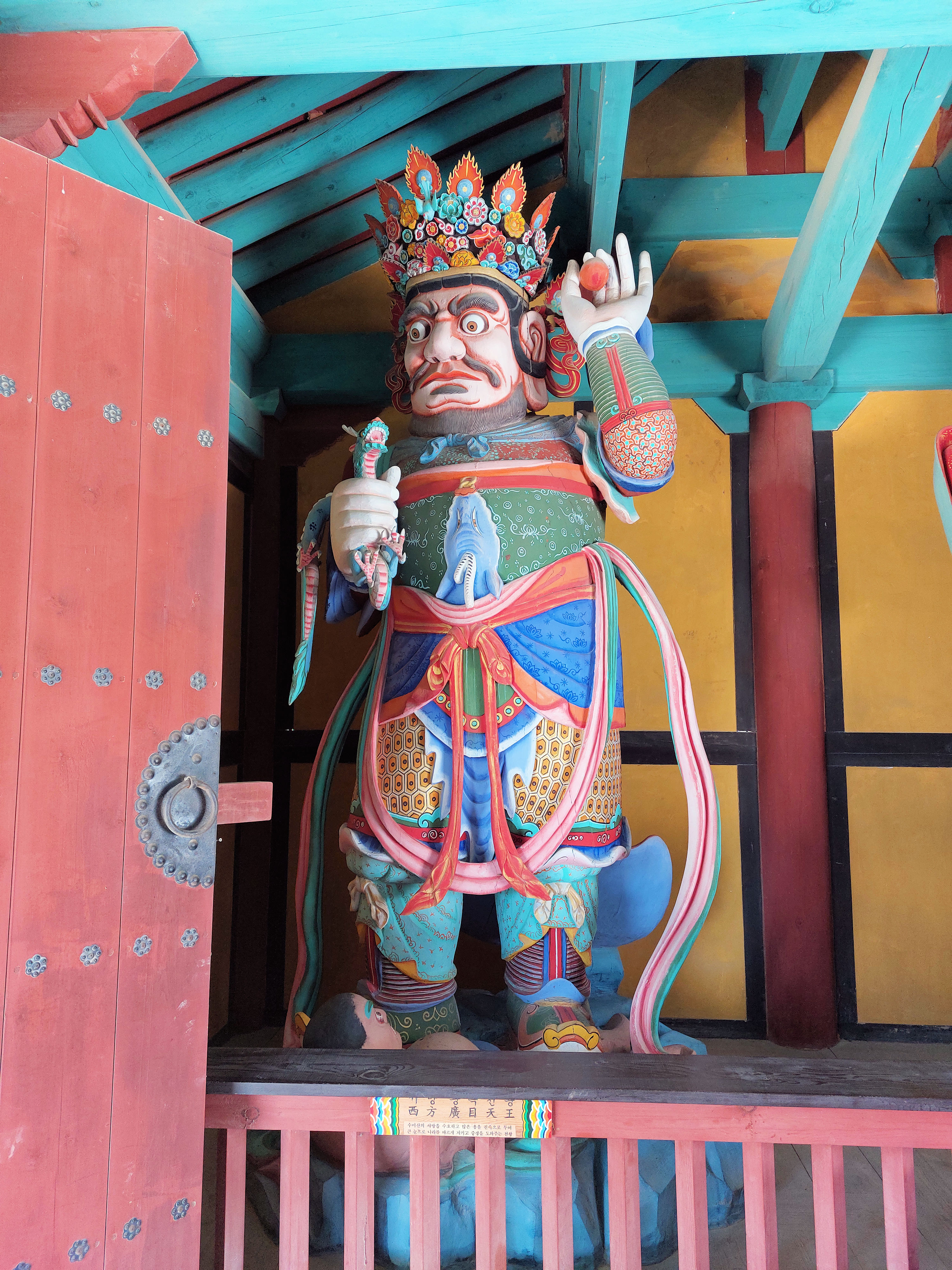
광목천왕
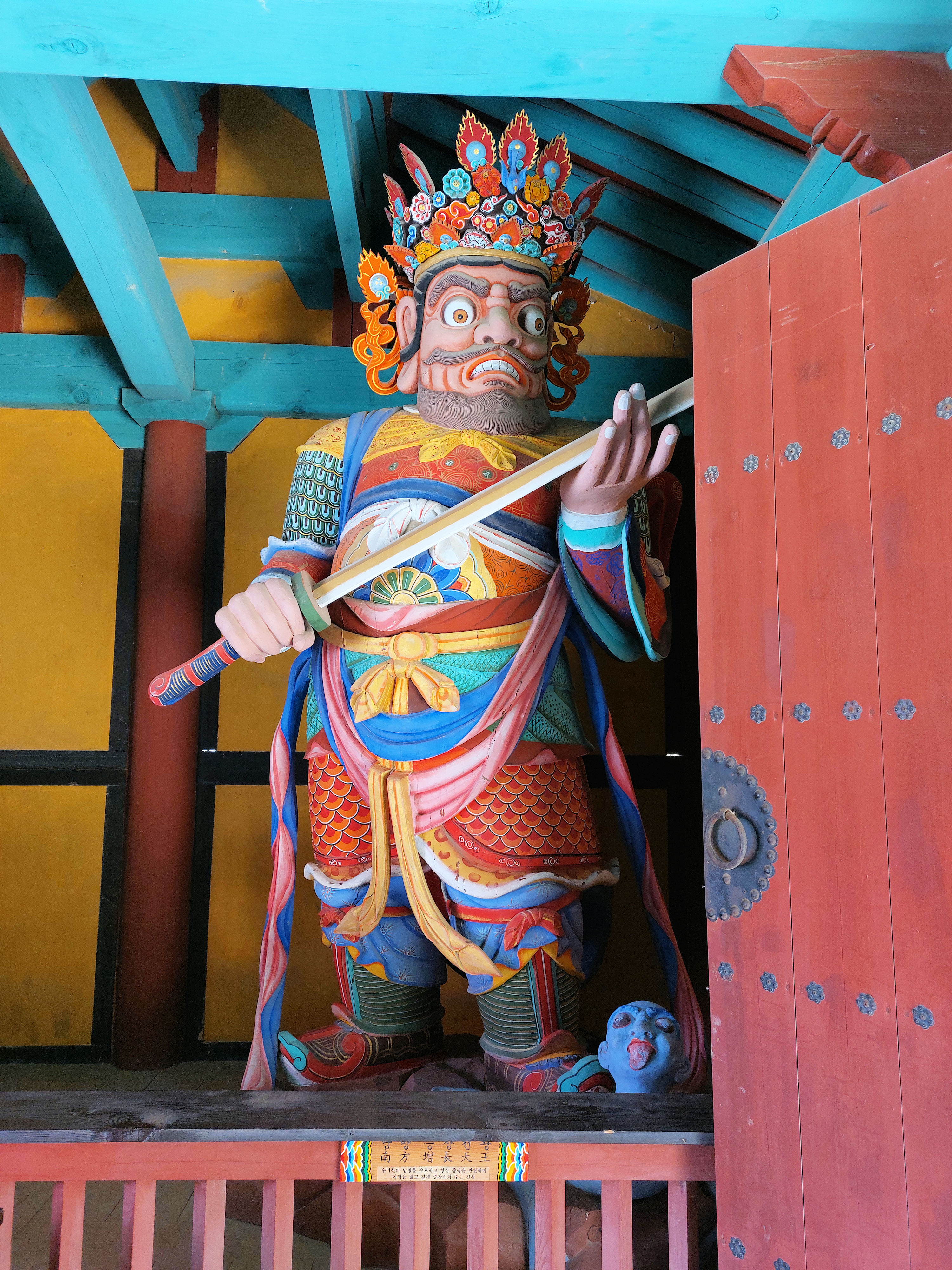
증장천왕
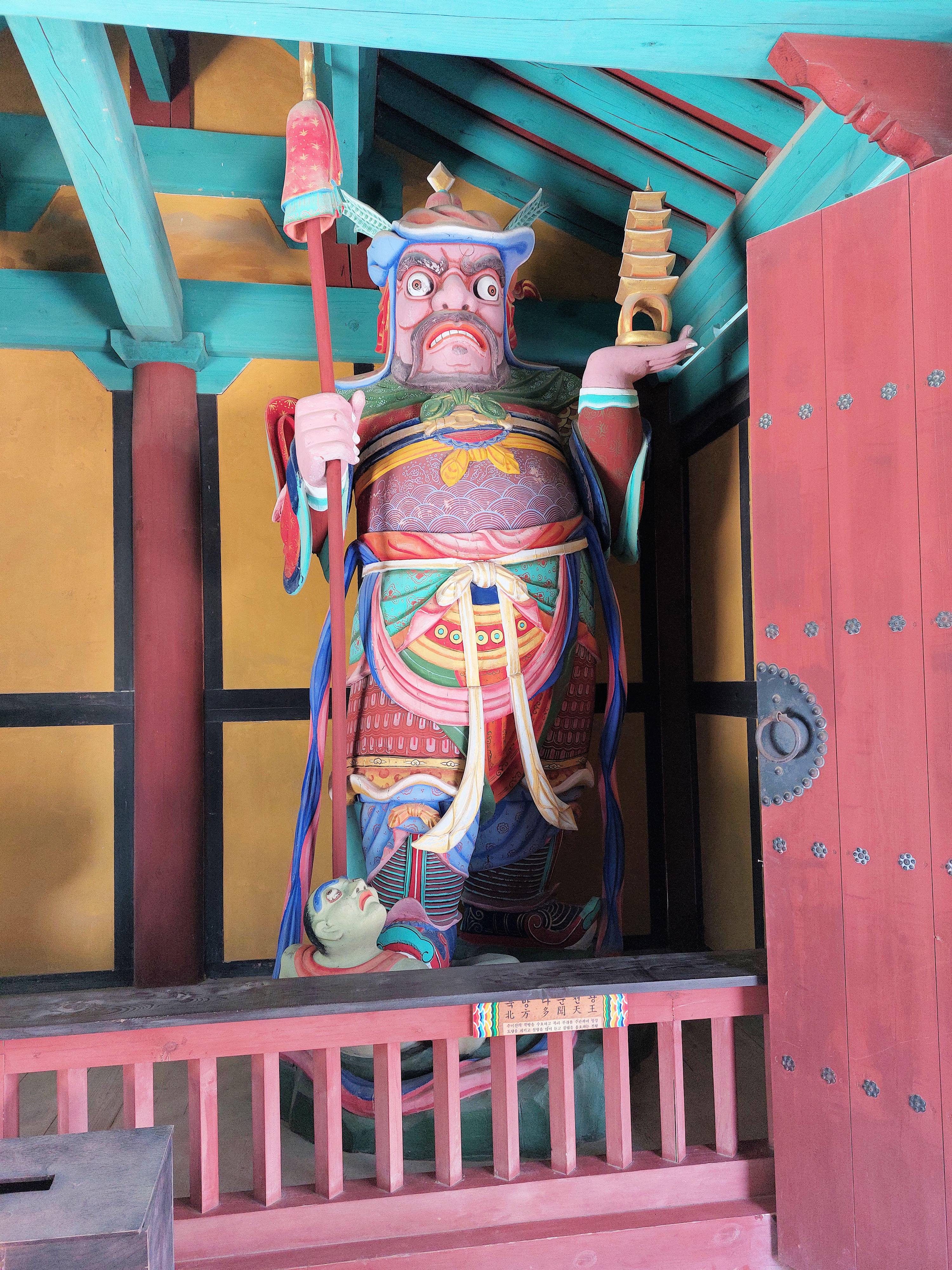
다문천왕

### 일본 나라현도다이지(동대사, 東大寺)의 사천왕

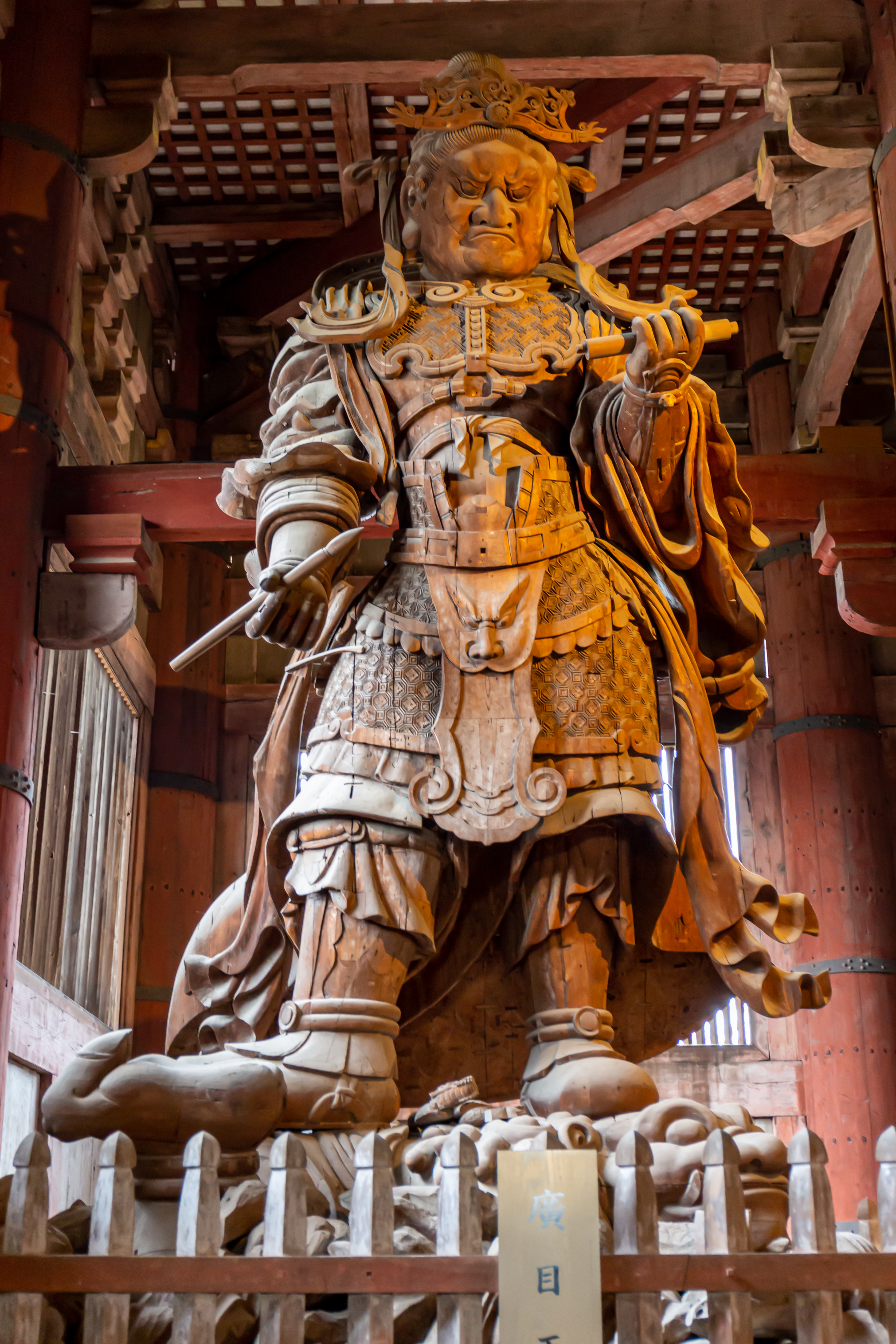
광목천왕
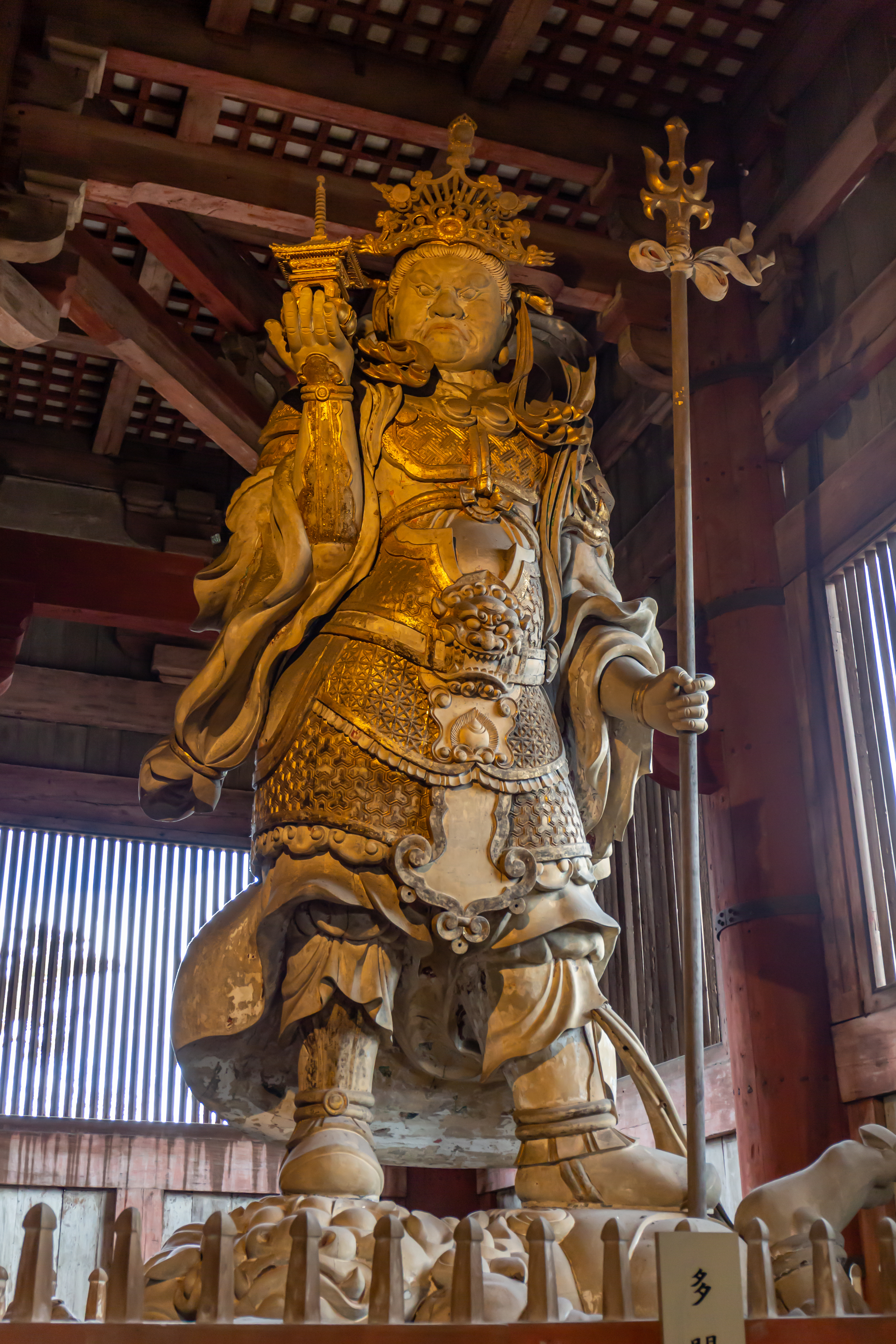
다문천왕

### 중국 베이징(北京) 묘응사(妙应寺)의 사천왕

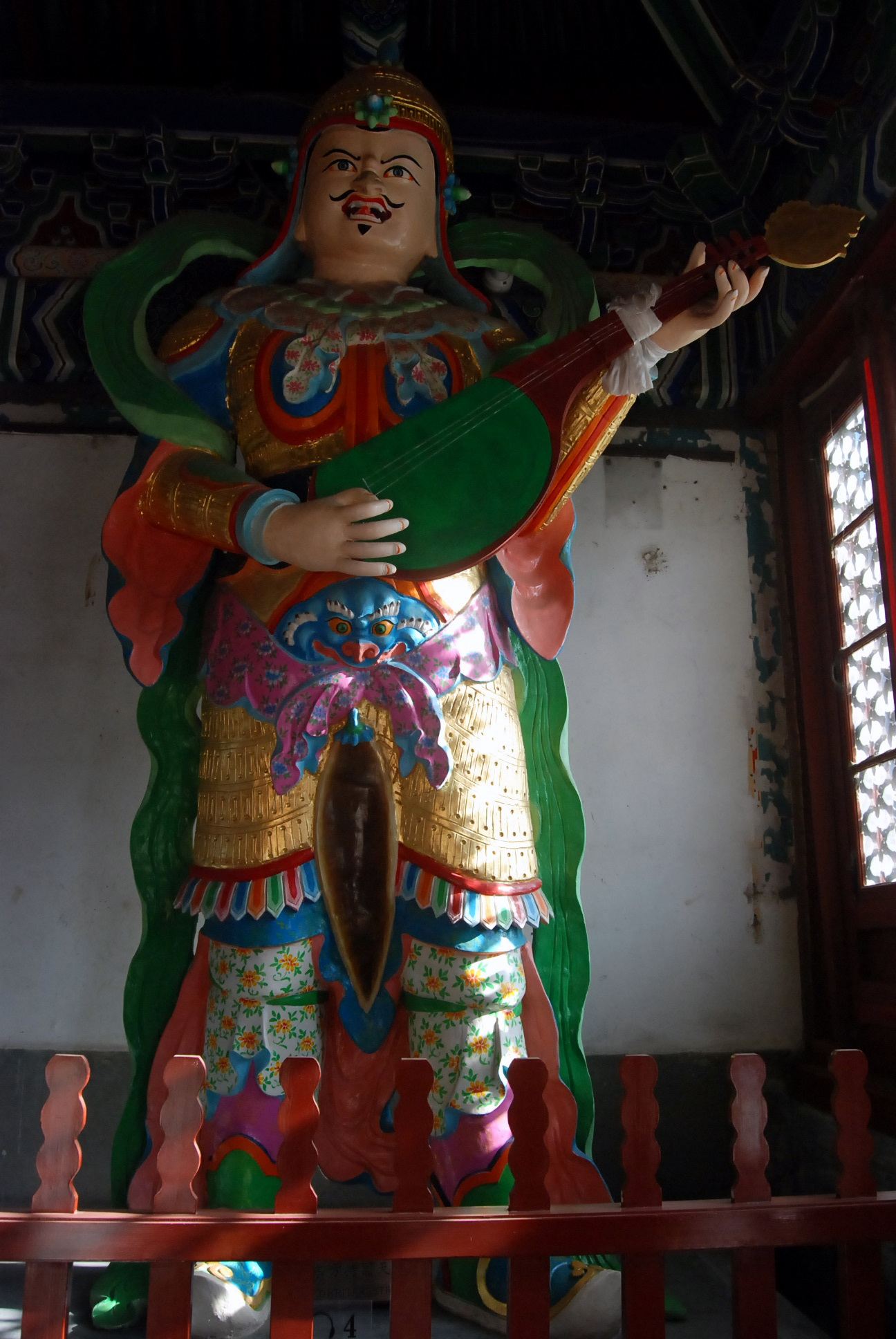
지국천왕
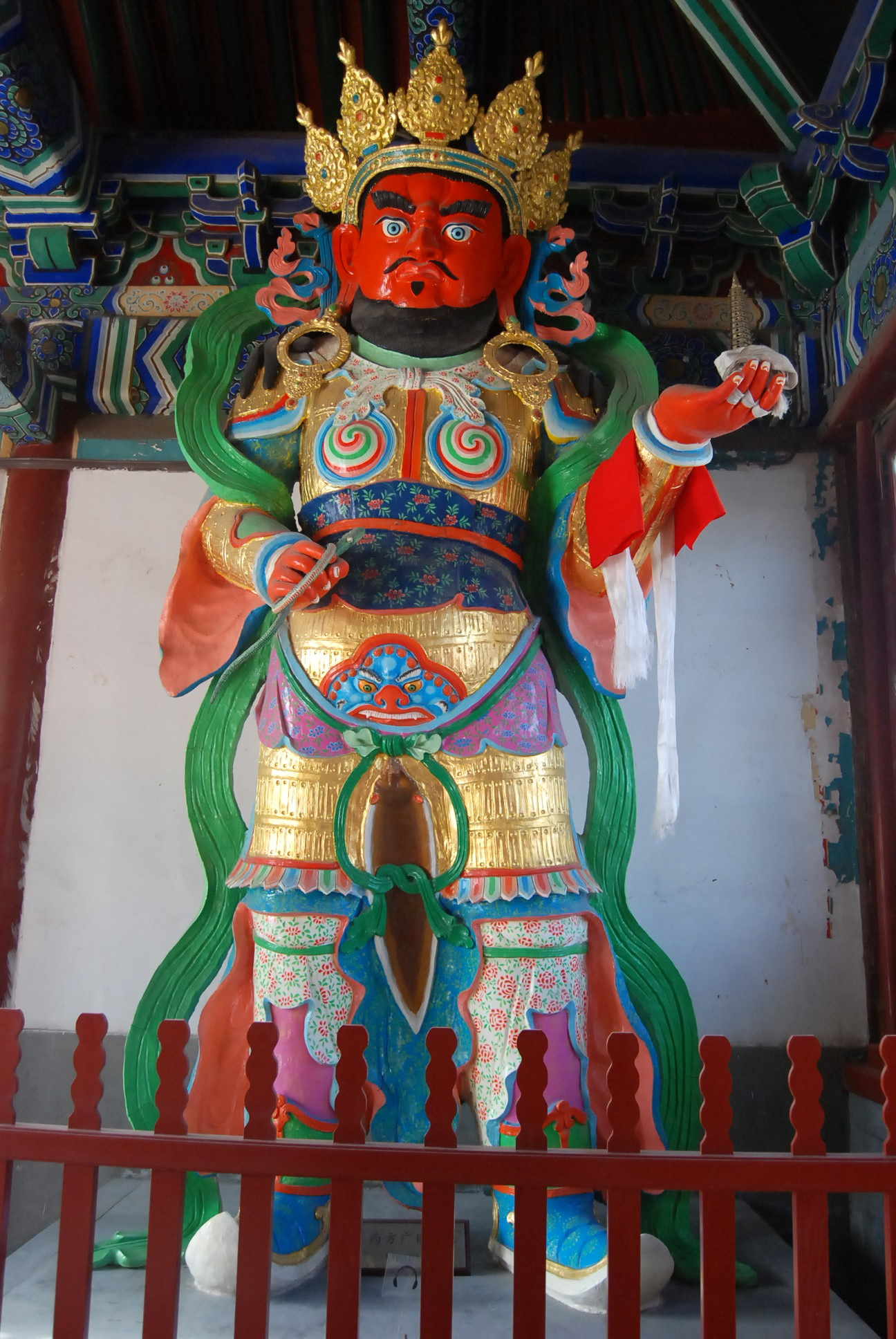
광목천왕
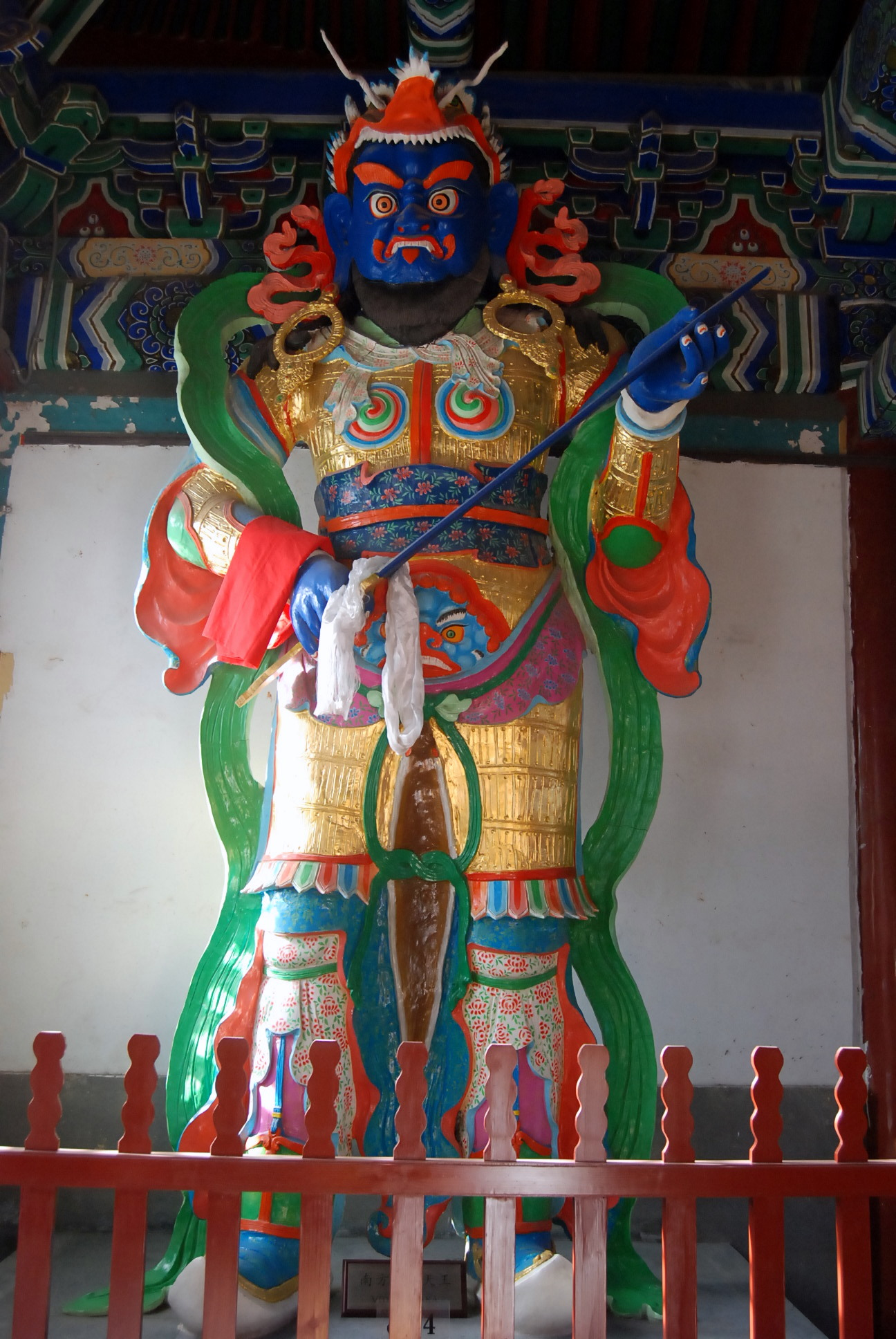
증장천왕
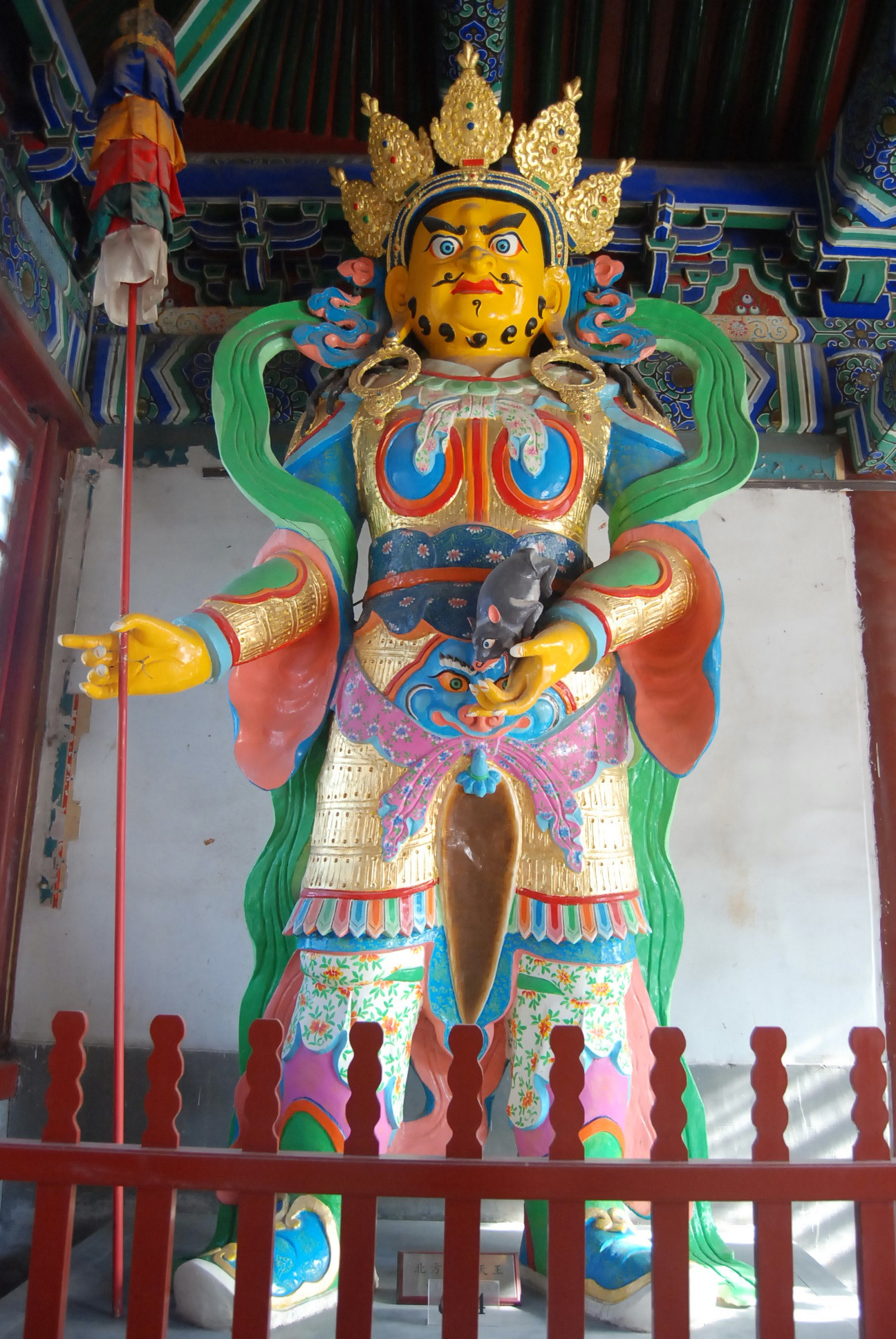
다문천왕

## 같이 보기
- 사왕천
- 로카팔라